# كأس الإمبراطور 2014
كأس الإمبراطور 2014 (باليابانية: 第94回天皇杯全日本サッカー選手権大会) هو الموسم 94 من كأس الإمبراطور. أشرف على تنظيمه اتحاد اليابان لكرة القدم، وكان عدد الأندية المشاركة فيه 88، وفاز فيه غامبا أوساكا.